# Quintanilla del Agua y Tordueles
Quintanilla del Agua y Tordueles là một đô thị trong tỉnh Burgos, Castile và León, Tây Ban Nha. Theo điều tra dân số 2004 (INE), đô thị này có dân số là 582 người.